# 解析幾何学
解析幾何学（かいせききかがく、英: analytic geometry）あるいは座標幾何学（ざひょうきかがく、英: coordinate geometry）、デカルト幾何学（デカルトきかがく、英: Cartesian geometry）とは、座標を用いて代数的に図形を研究する幾何学である。座標を利用することにより、図形のもつ性質を座標のあいだにあらわれる関係式として特徴づけたり、図形を数や式として取り扱ったりすることができる。
座標を用いるという点において、（より古典的な、ユークリッドの原論にもあるような）「点や直線などがどのような公理に従うか」ということのみによって図形を研究する総合幾何学の対義語である。
ふつうは（二次元）平面上の点、直線などを扱う（平面解析幾何）か（三次元）空間内のそれらを扱う（立体解析幾何）。

## 歴史
解析幾何学は、基礎概念である「座標」の概念の登場に始まる。座標の考え方はルネ・デカルトの著書『方法序説』において初めて登場し、ゴットフリート・ライプニッツ以降に明確に用いられることとなる。
「解析幾何学」の語は、アイザック・ニュートンの著書『Geometria Analitica』辺りから使われ始め、18世紀末から19世紀初めに現在の形となった。